# Bahnhof Valencia Joaquín Sorolla

Der Bahnhof Valencia Joaquín Sorolla ist nebst der Estación del Norte einer der beiden Hauptbahnhöfe der spanischen Stadt Valencia. Er wurde 2010 eröffnet und dient bis zur Eröffnung des Bahnhofs Parc-Central als provisorischer Endpunkt der Züge der Schnellfahrstrecke Madrid–Levante. Der Bahnhof befindet sich in Besitz der Adif und wird von normal- und breitspurigen Fernverkehrszügen der RENFE bedient.

## Geschichte
Der Bau des Bahnhofs begann im April 2009, vollendet und dem Verkehr übergeben wurde er am 17. Dezember 2010. Benannt wurde er nach dem valencianischen Maler Joaquín Sorolla.

## Lage und Anlage
Der Bahnhof liegt 800 Meter südlich des Nordbahnhofs am westlichen Rande dessen Zulaufstrecke. Jedoch besitzt der Bahnhof Joaquín Sorolla keine Durchgangsbahnsteige, so dass keine Züge halten, die den Nordbahnhof anfahren. Zuvor befand sich auf dem Gelände eine Abstellanlage.
Insgesamt umfasst der Kopfbahnhof neun Gleise. Sechs sind normalspurig (1435 mm), drei in iberischer Breitspur (1668 mm) gebaut.
Die normalspurigen Gleise 1–5 dienen den AVE-Zügen nach Madrid und Sevilla, das Gleis 6 dem restlichen normalspurigen Fernverkehr. Der breitspurige Euromed Alicante–Barcelona nutzt die Gleise 7 und 8, während das Gleis 9 dem Alvia nach Madrid vorbehalten ist.
Der Verbindung zum Nordbahnhof wird über einen ausgeschilderten Fußweg und über die Metrolinie 5 sichergestellt.

## Verkehr
Der Bahnhof Joaquín Sorolla ist ein reiner Fernverkehrsbahnhof, er ist nicht ans Netz der Cercanías Valencia angeschlossen. Jedoch besitzt er eine gleichnamige Haltestelle im Netz der Metro Valencia. Die von den Linien 1 und 5 bediente Station trug bis zur Eröffnung des AVE-Bahnhofs im Dezember 2010 den Namen Jesús. Valencia Joaquín Sorolla ist Endpunkt der AVE-Zugsläufe Madrid Atocha–Valencia Joaquín Sorolla und Sevilla Santa Justa–Valencia Joaquín Sorolla. Nach Madrid werden zwischen 10 und 15 tägliche Zugspaare angeboten, nach Sevilla eines. Zudem verkehren Alvia-Züge nach Madrid, welche teilweise über Valencia hinaus nach Vinaroz oder Gandia geführt werden. Für diese Züge existiert im Vorfeld des Bahnhofs eine Spurwechselanlage. Im breitspurigen Fernverkehr verkehren sieben Mal täglich Euromed-Zugspaare nach Barcelona-Sants, wovon deren vier bis Alicante verkehren. Die restlichen Fernzüge verkehren allesamt zum Nordbahnhof.

## Zukunft
Zukünftig soll der Bahnhof Joaquín Sorolla durch den neuen Zentralbahnhof Valencias (Parc Central) ersetzt werden, welcher anstelle des Nordbahnhofs errichtet wird. Das Projekt verzögert sich jedoch immer wieder.